# الخرابة (إب)

تعديل مصدري - تعديل

الخرابة هي إحدى قرى عزلة ميتم بمديرية إب التابعة لمحافظة إب، بلغ تعداد سكانها 466 نسمة حسب تعداد اليمن لعام 2004.